# Râul Șumuleu, Fitod
Râul Șumuleu este un afluent al râului Fitod. 

## Hărți
- Harta județului Harghita
- Harta Munții Ciucului  Arhivat în 28 ianuarie 2018, la Wayback Machine.